# 6630 Skepticus
6630 Skepticus eller 1982 VA1 är en asteroid i huvudbältet som upptäcktes den 15 november 1982 av den amerikanske astronomen Edward L.G. Bowell vid Anderson Mesa Station. Den är uppkallad efter Committee for Skeptical Inquiry.
Asteroiden har en diameter på ungefär 4 kilometer och den tillhör asteroidgruppen Matterania.